# Górki (powiat nowodworski)
Górki (w użyciu także nazwa nieurzędowa: Górki Kampinoskie) – wieś sołecka w Polsce położona w województwie mazowieckim, w powiecie nowodworskim, w gminie Leoncin.
| SIMC    | Nazwa     | Rodzaj     |
| ------- | --------- | ---------- |
| 0990770 | Zamczysko | przysiółek |

W latach 1954–1972 wieś należała i była siedzibą władz gromady Górki. W latach 1975–1998 miejscowość należała administracyjnie do województwa warszawskiego.
Wieś nad kanałem Łasica założona ok. 1765 r. jako "budy", czyli osada budników wyrębujących las i wypalających węgiel drzewny. 17 września 1939 r. Grupa Operacyjna Kawalerii pod dowództwem gen. Romana Abrahama rozbiła niemiecki batalion zmotoryzowany torując Armii „Poznań” i Armii „Pomorze” drogę do Warszawy. 
W środku wsi stoi murowany kościół z 2000 r., zbudowany rok po pożarze poprzedniego. Historia powstania poprzedniej świątyni zaczyna się w latach sześćdziesiątych XX wieku. Po wielokrotnej odmowie pozwolenia na budowę, mieszkańcy postawili świątynię tak jak za czasów carskich – nocą. Wywołało to akcję milicyjną, w wyniku której wybudowany kościół rozebrano oraz sprofanowano Najświętszy Sakrament. Pozwolenie na budowę wydano dopiero w 1978 roku. Wówczas wzniesiono świątynię drewnianą na konstrukcji stalowej. Wyposażenie nawiązywało do puszczańskiego położenia wioski. 
W otoczeniu wiele kapliczek z rzeźbami Małgorzaty Tomaszkiewicz. 
Na skraju wsi znajduje się kapliczka. Obok tej kapliczki rosła, powalona w 1984 r. "Sosna Powstańców", na której w 1863 r. carscy kozacy wieszali wziętych do niewoli Polaków.
W Górkach działa Zespół Szkół - Szkoła Podstawowa im. Powstańców styczniowych w Górkach oraz Gimnazjum w Górkach.
W 1942 w Górkach urodził się Tomasz Machciński.